# 武士団

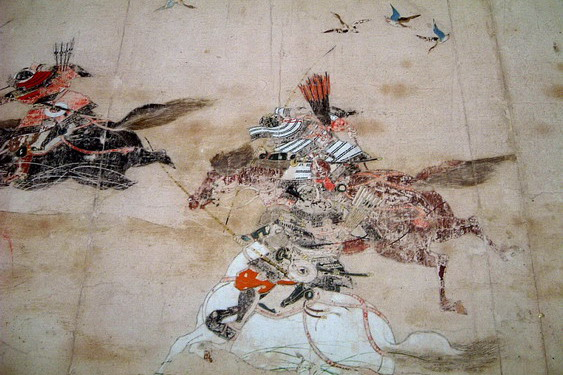
『後三年合戦絵詞』「雁行の乱れ」の騎馬武者

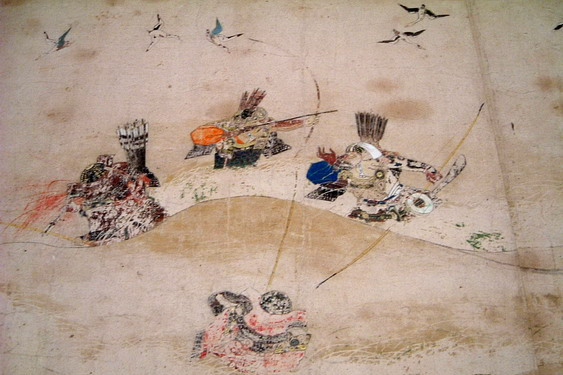
『後三年合戦絵詞』の「雁行の乱れ」

武士団（ぶしだん）とは、武士の組織集団を指し、日本の中世における集団形態を指す。主君の宗家を頂点とした家族共同体（家産官僚制・官司請負制）である。武家の棟梁が最頂点に位置する。
日本中世史における学術用語として1930年代から使われ始めた。

## 「武士」「武士団」という言葉
古代では戦闘目的の為に組織された集団を「軍（いくさ）」と呼んだ。律令制下の国家軍隊である軍団も「軍（いくさ）」であり、公な上官と部下とで組織された
対して、「武士団」は武士の集団形態を指し、平安時代に「兵（つわもの）」と呼ばれた武力層達が私的に従える集団から始まり、中世（室町時代）に亘った。
戦後初期の第一線の中世史の研究者が「武士」を問題とするとき、その対象は鎌倉幕府成立の基盤としてとらえられた「武士団」であり、それが中世的な在地支配の形態とセットで、「中世の成立」と不可分なものとして研究されてきた経緯がある。その戦後初期の武士在地領主論では、武士を武士団と同義ととらえている。

### 「武士」という言葉
ただし、「武士」という言葉自体は平安時代に使われることは希であった。「武者」という言葉なら平安時代中期の『高山寺本古往来』の、有名な「松影是雖武者子孫（松影はまことに武者の子孫なりと雖も）」という下りにも出てくる。『今昔物語集』は12世紀初頭の成立といわれるが、呼ばれ方は「兵（つわもの）」「豪の者」である。源平の争乱の時代、つまり12世紀末でも「武者」「弓箭の輩」が多かった。鎌倉時代でも「公家」に対して「武家」である。

## 武士論の遷移

### 武士在地領主論
戦後の中世研究史を振り返ると、石母田正の『中世的世界の形成』に始まる第一世代での武士・武士団論は在地領主に主眼を置いたものだった。「武士在地領主論」と呼ばれるものがそれである。
その代表的な論客である安田元久は、武士団を「一定の時代」における、ひとつの構造的特質をもったものととらえる。「一定の時代」に存在するということは、その時代の社会構造の中に存在基盤を持つということであり、武士団の中核たる武士は、単なる武芸者ではなく一定の「社会的・階級的特質」を体現している。そこで言う「社会的・階級的特質」が「在地領主的性格」なのである。そうした武士が戦闘目的の為の集団を組織したときそれを「武士団」と呼ぶとする。そして1970年の『東国における武士団』という小論でこう述べる。
こうして「武士団」を「中世封建社会の担い手となる在地領主層を中核とする戦闘的権力組織で、内部構造としては、主従的な、階層関係（ヒエラルヒー）が認められるもの」と規程する。安田元久ら、戦後初期の「武士論」は「まず在地領主ありき」であり、そして古代貴族に対立する階級としてとらえていたことがこの一文から良くわかる。
尚、この安田らの武士発生論をデフォルメしたものが教科書の世界に定着し、小中学校では「自分達の土地は自分達で守るという有力な農民が出てきました。これが武士のはじまりです」と教えられてきた。それが修整され始めたのは比較的最近のことであるが、しかし研究者の間では40年近く昔から見直しが進んでいる。

### 在地領主論への疑問・異論
佐藤進一は1965年の『南北朝の動乱』 の中で、武士を「武芸をもって支配階級に仕える職能人もしくは職能集団」と言い切る。この一文は、武士論を正面から展開する中でのものではなく、南北朝時代に武士の家が敵味方に分裂したことに関連してサラッと書かれた一文なのだが、しかしその後の武士・武士団研究に大きなインパクトを与えた。
更に、戸田芳実は石母田正や安田元久らの、武士階級は農村から権門など古代階級を打ち破る階級として生まれるとする見解に対して、武士は初めから農民と対立する支配者側であったと主張する。
引用した対談は1974年のものであるが、それに先立つ1969年12月の法制史研究会総会で、戸田芳実は『国衙軍制の形成過程』を発表、そこで述べた「地方軍事貴族」または「辺境軍事貴族」という概念、そして「国衙軍制」への着目はその後の武士論に大きな影響を与えた。
その同じ研究会で石井進も『院政期の国衙軍制』を発表する。同じ国衙軍制のテーマであるが、戸田は平安時代初期中期の武士発生段階を、石井はその後の院政期について論じた。
その石井進は1974年の『日本歴史第12 中世武士団』の中で、有名な国司軍と地方豪族軍の図式化を行いながら、次ぎのように述べる。
それらの学説は「武士職能論」と呼ばれ、その後髙橋昌明がラディカルな論客として登場する。ただしそれらの分類は決して絶対的なものではない。例えば石井進の国衙軍制論を発展させるとして、「国衙軍制論」を中心に武士を論ずる下向井龍彦は「武士職能論」を激しく批判する。

### 武士職能論
髙橋昌明は、1975年の『伊勢平氏の成立と展開』において、彼らが公的には諸衛府の官人、私的には高貴な貴族の「侍」、世間的には一種の傭兵隊長であったことを、資料に基づき詳細に明にした。
そして武士は京の貴族から生まれた、つまり騎馬と弓箭を中心とした武芸が、奈良・平安時代を通じて、支配階級である都の貴族とその周辺に面々と受け継がれ、それが中世の武士に引き継がれたと言うことを強調した。
高橋はその武士論の前提として、身分を「出生身分」と「職業身分」にまず分ける。「出生身分」とは「イヘ」の社会的格付けであり、公家に仕える下級貴族とその予備軍・侍階級とか言う場合に該当する。そして職業身分とは、平安時代後期の上層階級での社会的分業が、「イヘ」への職能として固定し、その文士、例えば陰陽の家とかいう形で「芸能」としての家業が固定され、官職までが世襲されるようになる段階で、同様に武士という職業身分の類型が生まれるとする「兵（つわもの）の家」「家ヲ継ギタル兵（つわもの）」がそれにあたる。
その整理の上に立って「彼らの経済的基盤がいかなるものであるかは、ここでは中心的な問題ではない。」とに挑戦的に言い切る。しかしそれは髙橋昌明の武士論は自ら語るように、発生論、「武士という職能」の発生論だからであって、髙橋昌明は、「武士」の存在の2つの側面、平安時代後期における社会的背景も十分に承知している。
ただし髙橋昌明がそうはっきり述べたのは1999年になって、他の研究者からの相次ぐ批判・誤解への回答「諸氏の批判に応える」の中においてである。

### 武士職能論以降
1972年の段階で、既に「より総合的な視点が」という指摘はなされていた。上横手雅敬は、髙橋昌明の1971年当時の小論『将門の乱の評価をめぐって』での主張を『シンポジウム日本歴史5』の基調レポートにおいてこう紹介した。
しかし髙橋昌明が「ここでは中心的な問題ではない」というその「ここ」、つまり「武士職能の発生論」ではなくて、「武士」という存在全体、髙橋昌明がいうところの「存在の真の根拠」を理解しようとするときには、在地領主としての存在も無視する訳にはいかない。上横手雅敬は先の記述にこう続ける。
その後の1980年代以降では、義江彰夫、関幸彦、元木泰雄その他の方が、それら両論の成果を発展させるべくそれぞれの視点から積極的に論を展開している。そうした流れを踏まえた上で「武士団」を振り返ってみることが重要である。

## 「武士団」の前史

### 「兵」（つわもの）
平将門、藤原秀郷の時代、「武士」という呼び方は無かった。「文人」に対する「武人」、「文官」に対する「武官」と同じような使い訳で、「文士」に対する「武士」といういわれ方は奈良・平安時代初期にも僅かに見られたが、職能としてはともかくとして、それは後の「武士」につながるものではない。
平安時代、我々が一般に「武士」と認識している者達は「兵（つわもの）」と呼ばれた。『今昔物語集』は、12世紀初頭ぐらいの成立とされているが、その中で、「武士」を語るときは「兵（つわもの）」と呼ばれる。例えば平将門、平貞盛その他は「といふ兵（つわもの）あり」、また藤原保昌は「兵（つわもの）の家にあらねども」凄い武勇の士で、というように書かれている。
「つわもの」の語源は明らかではないが、竹内理三は、大槻文彦が『大言海』の中で「鍔物（つみはもの）の略にて、兵器、特に鍔（つば）あれば云うとぞ」と書かれていることを紹介しながら、9世紀頃までは武器を指した言葉であることは間違いがなく、10世紀頃から「武者」と同義になるとする。ちょうど、その10世紀頃に、「兵」（つわもの）と呼ばれる武人が、記録や伝承の上に姿を現す。

### 辺境軍事貴族
それに先立つ9世紀には、地方においては国衙と在地の郡司・豪族・富裕層、あるいは前任国司の子弟などを含む王臣子孫達との武力衝突が多発する。また「群盗蜂起」も多発し、関東では寛平・延喜東国の乱、僦馬の党が有名である。
先の藤原利仁も、平将門の祖父の平髙望も、あるいはそれ以前に関東進出を果たしていた嵯峨源氏も、そうした「群盗蜂起」に対する治安維持の為に、京の貴族社会の中で武勇に優れたものが下向し、治安維持に当たったものと見られている。当時は「貴族」と別に「武士」が居た訳ではない。貴族は支配階級であり、支配階級たる貴族は本来「武」を兼ね備えており、平安時代初期の貴族の「卒伝」の中にも、そうした「武勇の士」は沢山出てくる。　また、「諸国兵士」と並び称せられる「諸家兵士」があるように武力も組織し「威猛之具」としていた。

### 10世紀初頭の社会情勢
その10世紀初頭の地方社会経済に目を転じると、旧来の郡司の勢力が弱体化しはじめると同時に、王臣子孫も含めた新興勢力・有力農業経営者が台頭を始める。それら私営田経営者、そして弱体化し始めたとはいえ、いまだ一定の勢力を保つ郡司と、強化された国守・国衙の権力との利害対立が顕在化していく。
その利害対立は、京の都の近国においては藤原元命に対する「尾張国郡司百姓等解文」で有名な国司苛政上訴として現れるが、多くは武力による衝突までにはならずに調整が図られる。しかし、京より遠い東国においては、朝廷や貴族間における調停などの調整は期待出来ない。そして、その多くは京の貴族の縁者である私営田経営者と、郡司層と国衙の利害対立、あるいは私営田経営者同士の対立は往々にして実力行使として爆発する。
良い例が、後に平将門を倒して英雄となる藤原秀郷である。915年（延喜15年）2月、上野国で上毛野（かみつけぬの）基宗、貞並らに大掾藤原連江（つらえ）らが加わる反受領闘争があり、受領藤原厚載（あつのり）が殺される。この事件に隣国下野の住人藤原秀郷も荷担していたのか、朝廷は下野国衙に秀郷とその党18人の配流を命令する。更に929年には下野国衙は秀郷らの濫行（らんぎょう）を訴え、朝廷は下野国衙と隣国五カ国に秀郷の追討官符を出すが秀郷らが追討された形跡はない。平将門が叔父らと抗争を始める僅か2年前のことである。

## 武士の職能

### 騎馬武者
前九年の役から『平家物語』の時代まで、武士の戦闘は騎馬武者の弓射が中心である。もちろん、『今昔物語集』巻第25第5 「平維茂、藤原諸任を罰ちたる語」に、「騎馬の兵70人、徒歩の兵30人」とあるように、歩兵もいるが、歩兵の戦闘描写は見られない。基本的には弓射戦であり、騎馬での組み討ち、落馬後に刀を使う。
一騎討ちの例は実はそれほど多くはないとされるが、基本的に、騎馬武者による弓射戦が戦闘の基本形態であり、個人戦がベースである。それが変化してくるのは、鎌倉時代も終わった南北朝時代、『太平記』の時代である。

#### 律令制の軍団
武士論研究には「在地領主論」と「職能論」という2つの流れがあることは述べたが、職能、特にその技能（弓馬）に着目すれば、律令制下の軍制から中世武士までの連続性がかなり明らかになってきている。
一般に律令制での軍団は歩兵中心とのイメージが強い。確かに国民皆兵性のような1戸（行政上の単位、平均30人ぐらい）から1名、年間60日の軍事訓練を受けるという段階では歩兵の比率が高そうに思えるが、騎兵部隊も確認され、軍事力の中核はそちらが担っていたようである。
792年（延暦11年）の軍団解消以降、軍事を担った「健児」も基本的には弓射騎兵である。軍団解消は、軍団歩兵の解消であって、上兵である騎兵は、人数としては縮小されながらも諸国においては「健児制」として継承されたとも言える。騎馬武者は中世武士の専売特許ではなくて、弓射騎兵が武力の中心という伝統は律令軍団から中世武士までの一貫したスタイルである。

#### 特種技能集団・弓射騎兵
戦闘に堪え得る乗馬と鎧、そして馬を乗りこなしての騎射（弓）の訓練ができる者とは、平安時代後期ではごく一握りの特種技能集団でしかあり得なかったはずである。佐藤進一は『南北朝の動乱』においてこう書いた。
また、「棟梁」級の武士を追えば確かに天慶の勲功者につながる「武者」「兵の家」の者だが、「武士団」を追えば必ずしもそればかりではない。例えば、南北朝時代に武蔵七党と呼ばれた小武士団は、明らかに「兵の家」の出身と言えるものばかりではない。
平安・鎌倉時代の武士は「武芸を特業とする職能集団」であり、その「武芸の中心は騎馬と射技（弓）」であった。僦馬の党は騎馬をベースとした機動力を最大限に発揮した武装集団であり、それを鎮圧しようとする「兵（つわもの）」もまた騎馬武者でなければならなかっただろう。馬は兵が兵たるための第一の条件であり、そのため「名馬」は武士の一番の財産であった。

### 「牧」と「武士」
平安時代の武士の必要条件が騎馬と射技であった。武士は先を争ってその中でも大きくて体力のある良馬を求めたが、馬の中のごく一部がそれに堪えられたとすれば、武士という一握りの特種技能集団が成立し得る条件を備えているのは、関東においてはそもそもが馬の牧場を意味する「牧」であった。10世紀始めの「延喜式」には全国の牧が定められているが、牧は信濃国、上野国、武蔵国に集中している。なお、最大の産地は奥州であった。
朝廷の武官は左右近衛、兵衛、衛門の六衛府を代表とするが、馬寮も武官の一部を構成し、信濃、関東に多くあった「牧」はその馬寮とつながっていた。
馬寮の所轄は「御牧（勅旨牧）」で、「官牧」と呼ばれる「諸国牧」は兵部省の管轄であったが、そこから献上された馬の管理は馬寮であり、馬寮は直属の牧の他、畿内の官牧に管理を委託していた。
実際、関東の有力武士団は、朝廷の馬の放牧地「牧」の管理人が多かった。平将門も長洲と大結馬牧の二つの官牧を地盤としていた。武蔵介源経基が将門の行動を謀反と京へ報告したとき、武蔵国の群盗追捕に動員されたのは、小野牧別当小野諸興、石田・阿久原牧も併せた秩父牧別当藤原惟条であった。これらの牧からは、後に武蔵七党と呼ばれる武士団が起こった。
頼朝の有力御家人、藤原秀郷流の直系を名乗る小山氏も同じである。また後で登場する千葉氏も名馬の保有で有名であり、『平家物語』の中で平山季重が自分の馬は千葉氏から手に入れたものだと自慢したり、鎌倉時代初期に源頼朝周辺に何度も献馬したりするなど、良質な「牧」を管理しているというイメージがあったようである。このように、関東における武士の発生は、馬の生産地を背景にしていた考えることができる。
それでは、京の周辺ではどうだったかといえば、白河院の時代の北面武士のを代表する源季範、源季実、源近康ら文徳源氏は、摂関家領河内国古志郡坂門牧を本拠とし、坂戸源氏とも呼ばれた。また、源頼信の郎党・藤原則経は、主人の命令によって河内国坂門御牧の住人・藤原公則の養子になったとある。この時代に「住人」というのはその地の開発領主の意味である。また、「御牧」とあるので、坂門牧には朝廷の御牧と摂関家の牧が隣接していたか、両方を兼ねていたのかも知れない。いずれにしても、「牧」と「武者・武士」の関係をここにも見ることが出来る。
源義家の凋落後、「朝家の爪牙」の第一人者となった平正盛は、近国（かつ大国・熟国）の国守を務めると同時に右馬権頭であった。また、その子平忠盛は白河院の御厩別当となり、白河院の御牧と、そこを拠点とする武士団を統括した。御厩別当は放牧地の総括管理者であるだけでなく、行幸に際しては、「車後（くるまじり）」「後騎」といって、院の牛車の後ろを検非違使とともに騎馬で警護に当たる地位でもあった。
その後、御厩別当は院庁における軍事貴族筆頭のポストとみなされるようになり、平清盛にも引き継がれた。「牧」が「武者＝騎馬武者」の拠点であり、優良な「牧」のほとんどが官牧・御牧であった時、院庁の御厩別当は、多くの武士団を公的に支配下に置き、更には私的にも従属させてゆく重要なポストであった。

### 「武士」の認定
郎党ではなく、侍としての「武士」の認定は、なによりもまず、武官であることだろう。平将門の乱以降は、その平将門を滅ぼした天慶勲功者、藤原秀郷、平貞盛、平公雅、そして源経基の子孫達が、「朝家の爪牙」となっていったが、その彼らが兵（つわもの）として認識されるには、一定のプロセスが必要であった。個人としてはまずは武官の地位を得ることだろう。近衛府、兵衛府は形骸化し、実際には衛門府と、左衛門尉が兼任する検非違使、馬寮、そして滝口、武者所、院政期においては北面下臈（いわゆる北面武士）である。
家系としての「兵の家」の形成過程で忘れてはならないのが、10世紀後半に現役武官ではないのに「朝家の爪牙」として動員されたことである。「大索（おおあなくり）」「盗索（ぬすびとあなくり）」と呼ばれ「武勇に堪えたる五位巳下」として天慶勲功者の子孫達が招集された。
『扶桑略記』960年（天徳4年）10月2日条に、平将門の子が入京したとの噂に対して次ぎのような措置が取られたとある。
つまり、本来その任にあたる検非違使とは別に、天皇から、武官以外には禁止されていた弓箭を帯びての招集を受け、その任務の間、馬寮より官馬が支給される。こうして朝廷は市中にその「武威」をアピールして治安維持を行う。一方、召集された側の家系は「朝家の爪牙」として自己をアピールし、その後の時代に「兵の家」としての認識を定着してゆく。「大索（おおあなくり）」は結果的には官職によらず「武」を担う、「兵の家」の最初の認定式であったとも言える。
その「兵の家」が定着していくのは、ちょうど藤原道長の時代からであり、「武」に限らず、貴族社会全般に「家格」と「家業」が固定化の方向へ向かう流れの中での出来事である。それは、京の治安維持に必要な武力が、旧来の武官や、随身だけでは間に合わなくなり、平将門の乱での「朝家の爪牙」の役を果たした「兵の家」が、「家業」として、「武」を請け負いはじめるということでもあった。
『今昔物語集』巻19第4話「摂津守満仲出家せる語」の出だしは次のようにはじまる。
源満仲は、安和の変などの印象から、藤原氏本流に臣従していたイメージが強いが、天皇を始めとして臣、公卿などに必要に応じて起用されていた、つまり支配階級全体に奉仕する傭兵部隊としての色彩がここから感じられる。
「家業」として「武」を請け負う彼らは、それを全うするために、自分自身の武力として家の子・郎党を養う。摂津守源満仲の多田荘は、まさにそのような兵站基地であり、かつ家の子・郎党の軍事訓練（狩り）の舞台でもあった。この段階での彼らは在京の官人、あるいは受領であるとともに、ひとつの「武士団」の長でもあった。
ただし、この段階での「武士団」は、それぞれの単位ではさほど多いものではない。『今昔物語集』の「摂津守満仲出家せる語」には500との数もあるが、それは『今昔物語集』が書かれた12世紀初めの段階での当時最大の都の武士団の印象を元にした誇張・文飾だとされる。
それほど多いものではないという理由は、当時必要とされた武力は、京の治安維持、要人の護衛、受領として赴任する際に引き連れ、在庁官人を押さえる程度のものであり、大規模な争乱などほとんど無かったこと。及び、京においては他の軍事貴族（京武者）と同盟し、あるいは盟主として、彼らを郎党ともしていた為である。「兵」の需要はあったがそれほど大きなものではなかったともいえる。
満仲は一方で、全国三十余か所に屯したとされる坂上党武士団の棟梁坂上頼次を摂津介に任命し、山本荘司に要請して西政所、南政所、東政所を統括して多田荘の警衛にあたらせている。

### 地方での「武士」の認定
一方、地方での「武士」の認定としては、戸田芳実や、石井進の国衙軍制論がこの問題に鋭く切り込んでいる。しかし、地方に本拠を置く軍事貴族も、中央の有力貴族に名簿（みょうぶ）を差し出し、私的な主従関係を結んで、多くの場合は直接京に出向いて奉仕し（それが「侍」であるが）、その推挙により武官の官職を得ている。石井進の国衙軍制論の図にある地方豪族軍の左衛門大夫平惟基、前上総介平忠常らはそうした存在であった。平惟基は『小右記』の藤原実資に、平忠常は藤原教通に臣従している。そして彼らの軍事動員数は国司軍を圧倒的に上回る。
国司直属軍 - 「館の者共」（国司の私的従者 + 在庁官人）と異なり、「国の兵共」は、「譜第図」「胡簗注文」などの台帳に記載され、国司主催の狩りや、一宮での流鏑馬など、必要に応じて招集される程度のものであり、自分自身の直接的利害に関わらなければ命を懸けて戦ったりはしない。その後の源平の争乱時にも、彼らは国衙を、或いは荘園を通じ、公権に基づき動員される場合には「駆武者」（かりむしゃ）と呼ばれ、戦闘の中核部隊ではなかった。

## 「開発領主」と「武士団」

### 私営田経営者と「兵」
「私営田経営者」「私営田領主」という概念は、戦後第一世代の石母田正の『中世的世界の形成』により、学問的に定着された概念である。
その「私営田経営者」の時代に平将門の祖父・平高望らが関東に下向したのは板東群盗を押さえる為といわれるが、彼ら中央から下った軍事貴族は、国司と私営田領主の紛争解決の担い手としても位置づけられた。その最大の事件が平将門の乱である。しかし、この時代の兵力は、基本的に配下の農民をかき集めて武器を持たせる程度であり、少数の上兵（騎馬武者）を除けば、ほとんど烏合の衆と変わらない。
そして戦闘員と一般農民の区別がまだ生じていなかった為に、当時の関東の合戦は、敵の本拠地、「営所」を攻撃するだけでなく、「与力伴類の舎宅、員（かず）の如く焼き払う」という焦土戦術がとられた。これは、当時の関東では土地はいくらでもあり、要は土地を耕す労働力の編成が問題なのであって、敵を滅ぼすとは、その敵の兵力であり、同時に労働力であるそれら与力伴類にダメージを与えて四散させることが重要であったのである。
この状態は、平将門の乱（930年-931年）から100年後の平忠常の乱（1028年-1031年）においても変わらず、それが故に平忠常の乱は近隣数ヶ国が「亡国」となり、朝廷はその復興の為に4年間も官物を免除しなければならなかったほどである。
安田元久などの旧来の学説では、在地経営が私営田経営であった平将門から平忠常の時代は、「兵」の時代であって、「武士」はその次ぎの段階であるとする。確かにこの時代の戦闘の様式は中世武士団による戦闘の様式とは大きく異なる。

### 開発領主
福田豊彦は「私営田領主」を「一口でいえば、広い土地を自分で直接経営する大土地所有者」とする。もちろん、「私営田領主」「私営田経営者」の説明がそれで済む訳ではないが、それに続く「開発領主」との対比においては、そのひとことが大きな特徴となる。安田元久らの学説では「武士」と「兵」の違いは「領地」の支配形態にもとめられた。つまり「武士」と呼べるのは、地方経済が「私営田経営」から「開発領主」の段階に移行してからだというのである。
福田豊彦によれば、後に鎌倉幕府の基盤となる「開発領主」は、「私営田経営（領主）」とは根本的に異なった所領経営の方法をとった。彼らは確かに、佃、手作（てづくり）、門田（かどた）などという直接耕作農地も持ってはいたが、大きな特徴は基本的には農業経営から離れ、農民から「加地子」を取る本格的な「領主」へと転化し始めることである。その時期は関東においては平忠常の乱が終わり、そこでの「亡国」といわれるほどの焦土戦による荒廃から、復興・再開発が始められた段階、つまり11世紀後半から12世紀初頭に相当する。
「開発領主」が生まれる過程は、その地の有力者が一族子弟のみならず、近隣の農民や諸国から流入した浮浪人などを組織して荒地の開拓を行い、その従事者を新しい村落に編成することに始まる。 そして、新しく開拓した地、そしてその村落は開拓した者の私領となる。私領といってもその地の課税が免除される訳ではないが、国衙は旧来の郡とは別の、新しい徴税単位として、特別な命令書により税を軽減し、開発領主の私領領有を認め、同時に開発領主がその地の納税義務を負うことになる。その特別な命令書（符）ということから、その地は「別符」と呼ばれ、また徴税単位として「郷」と呼ばれた。
別符による「郷」は、「郡」の下の「郷」ではなく、独立した徴税単位として「郡」と並列するものである。そうして律令制以来の郡・郷が、新しい郡・郷に再編されていく。
誰が開発領主となったのかと言えば、その領域そのものの法的所有、または国衙による開発の承認が重要なテコとなったため、自ら国衙の在庁官人となったか、あるいは国司と結びついた、留住から土着へと至った軍事貴族や前司の子弟など王臣子孫、そして一部の土豪だろう。信州から関東にかけての官牧、御牧の管理者、京の貴族の荘園の荘官として下向した者達がそこを基盤に周辺の開発を行うケースもあった。
ただし、地方の武士は、開発領主であることを経済的地盤としていたが、開発領主＝武士であり、武士団を率いていた訳ではない。源平の争乱を生き抜き、少なくともその時期に武士となり、鎌倉時代に御家人、地頭となった者、一部の荘園の下司について以外に、後世に記録が残っていないことを考慮する必要がある。「国の兵共」が、「譜第図」や「胡簗注文」などの台帳に記載されるということ自体が、彼らが国衙支配下の開発領主達の中で特種な存在であったことを物語っている。

### 「領地」を媒介とする「武士団」
関東を意識しての話となるが、記録に残る開発領主となった武士らが、戦闘集団である「武士団」を組織したとき、それはかき集めた農民兵ではなく、また「傭兵」でもなく、領主間で私的に結ばれた戦闘集団である。その最小単位の構成員は、あるじとその家の子、郎党である。力を持った武士らが開発領主となるとき、その兄弟子弟、親類縁者も周辺を開拓し、小規模開発領主となって、その一族が結束してひとつの「武士団」となる。
例えば常陸大掾氏、千葉氏、上総氏の系図を見ると、その時期に兄弟子弟が、周辺の郷や名（みょう）に分散し、その名の字を名乗る。ちょうどその頃に登場した三浦氏の場合は、家長・三浦大介義明の弟は岡崎を名乗り、その嫡男は佐那田（真田とも）を名乗る。義明の長男は杉本を名乗り、その長男は和田を名乗る。分家が広がり、それぞれの地の開拓を行い、それぞれが郎党を養い、事が起きれば一族が結集する。頼朝の挙兵直後の勢力はそうした三浦一族、千葉一族、上総介の一族、そして江戸氏、河越氏、豊島氏、畠山氏ら、秩父の一族がベースであった。

### 開発領主の重層的結合

#### 武士の最小単位
「侍」としての「武士」には、『平家物語』の一ノ谷の戦いで先陣争いを演じた武蔵国の住人平山武者所季重や、熊谷次郎直実とその子・小次郎直家のように、自分自身とその子弟の他は乗馬の郎党を持たない者もいる。
しかし平山武者所季重も熊谷次郎直実も主人を持たない独立した武者であり、平山季重は武者所を名乗るように朝廷や公卿に仕える「侍」であり武官であった。おそらく彼らは在地においては国衙領の小さな郷の領主であったのだろう。

#### 豪族的領主と少領主
源頼朝の元で同じ御家人と呼ばれはしても、下川辺庄司行平、葛西御厨の葛西清重、畠山庄司重忠などは、大規模寄進荘園の在地領主である。そして千葉介常胤、上総介広常、三浦介義澄、小山大掾朝政などは、国衙の在庁官人でもあり、それを足がかりとして複数の郡、別符の郷、荘園にまたがる勢力を広げた開発領主である。福田富彦は、後者をひとつの郷、荘園、郡を基礎とした領主と区別して「豪族的領主」と呼んでいる。石井進の図式の地方豪族軍に相当する。
上総介広常の父・常澄の所領である印東庄において、「預所」菅原定隆との、年貢をめぐった相論に関する文書数通が、『醍醐雑事記』の紙背文書に見つかり、それによって、印東庄を構成する「村郷」には、「藤原」「中臣」「文屋」「平」「刈田」などの本姓をもつ郷司、村司が居たことが知られる。
「平」は上総介平常澄の同族かもしれないが、「藤原」はもとより、「中臣」、「文屋」も、平安時代前期には中流貴族として出てくる氏（うじ）である。「刈田」は中央の貴族としては知られないが、『香取文書』には同姓のものが郡司判官代として出てくるという。いずれも農民ではない。彼らもまた、小さい単位ながら、農民を支配する側の荘園下級役職者であると同時に、小規模ながら、その「村郷」の領主であった。彼らは、元々は武士では無かったかもしれないが、印東庄司を兼ねる上総介平常澄から動員が掛かれば、鎧を着、弓箭・兵仗を帯びて、数人から10数人の郎党とともに騎馬武者として駆けつける立場の者も相当含まれていたと思われている。
複数の郡、荘園にまたがる広大な領地を知行する「豪族的領主」は、その下に郡や別府の郷、そして荘園、更にその下の村郷に支配が及び、それぞれの段階が小規模な「武士団」である。そしてそれらが合わさって「大武士団」として行動する。『平家物語』で、武蔵の国の住人（開発領主）河原太郎・次郎の兄弟に「大名は自ら手を下さなくても、家来の手柄を名誉とすることができるが、われらのようなものは自分で手を下さなくてはどうしようもない。」といわれたその「大名」は、その「大武士団」を率いた「豪族的領主」である。
このことから、戦後第一世代の研究者は、この領主と「武士団」の、領地を媒介とした重層的結合関係と、そこに至たる社会経済・地方経済の成熟を重要視した。もちろん、それが後に鎌倉幕府、いわゆる「武士の時代」の原動力になったと考えたからである。そしてそこから「武士団」が重層的な関係を築く段階以降を「武士」と、そしてそれに至る前段階を「兵（つわもの）」と学術用語として定義したのである。

### 開発領主の地位
12世紀の中葉に起こった相模国の大庭御厨の濫妨と、下総国の相馬御厨の事件は、当時における在庁官人 ＝ 在地領主の変貌と、国司・目代との対立の激しさ、在地領主層の地位の脆弱さと限界を如実に示している。
まず開発領主の領地領有とは、郡司、郷司という「職（しき）」において国司・国衙から保証されたものであるが、しかしそうである限り国司側はその任を解く権限を持っており、それは相馬郡において現実に行使された。更にその周囲には、他の開発領主が隙あらばと狙っている。相馬御厨については最初の段階では同族の上総権介常澄、そして源義朝である。
そうした不安定な状態を確実なものにしようと、開発領主は荘園の寄進を行う。もっとも、寄進系荘園の一般的形態は、自分の私領だけの寄進ではなく、その周辺の国衙領も切り取る（加納）形で行われるし、必ずしも在地領主の主導で行われた訳ではないことにも注意は必要である。それを踏まえた上で、ここでは在地領主の側から見ていくことにするが、しかしその、荘園寄進もそれだけでは確実なものではないことが、この相馬御厨、そして大庭御厨の事件の中に見てとれる。

### 平家政権下での更なる不安定さ
その不安定さは平家のクーデター以降いよいよピークに達する。平家は数十ヵ国の知行国主となるとともに、平家の家人となった武士団を通じて、他の武士団・開発領主を圧迫する。それは千葉常胤にとっては、1161年（永暦2年）正月の平家を後ろ盾とした佐竹義宗の相馬御厨強奪として現れる。佐竹氏と、千葉介、上総介一族との対立はここに始まり、それが解消するのは、1180年の源頼朝の旗揚げに、千葉介、上総介一族が合流し、「富士川の戦い」に平家を破ったあと、転じて常陸に佐竹氏を攻めて敗走させるまで待たなければならなかった。
千葉介、上総介一族が、頼朝に加担したのは、『吾妻鏡』が美化して伝えるような、両氏が代々源氏の家人であったからではなく、平家と結んだ下総の藤原氏、そして常陸の佐竹氏の侵攻に対して、頼朝を担ぐことによってそれを押し返し、奪い取られた自領を復活する為の起死回生の掛けであった。『吾妻鏡』には書かれていない相馬御厨での経緯を見れば、特に千葉常胤にとって、源義朝は「御恩」を感じるような相手ではなかったことは明らかである。
1180年（治承4年）の源頼朝の旗挙げの後、その父源義朝が暴力的に奪い取ろうとしたものを、源頼朝は「本領安堵」した。それが頼朝の元への関東武士団の結束力の源泉であった。関東においては、「武家の棟梁」は、少なくとも頼朝の以前には居なかったと言える。そして頼朝が、ある意味勝手に「本領安堵」の下文（くだしぶみ）を出すだけで、それを「御恩」として「奉公」に励むほど、彼らの所領は危ういものであったと言える。

## 「武士団」の結合度

### 「兵」の時代の「武士団」の結合度
武士、または武士団の結合度は、「忠君孝親」というような江戸時代に儒教から輸入された武士道とは全く無縁であるのはもちろん、同じように武士道とは無縁であった戦国時代のイメージからもほど遠く、極めて緩やかなものであった。
しかし当時の武士の主従には2種類がある。例えば源満仲の拠点は摂津国の多田荘であり、源満仲はそこで狩りなどを通じて家人の軍事訓練を行っている。そして、『今昔物語集』巻19第4話「摂津守満仲出家せる語」で源満仲は出家した我が子に「我が心に違う者有れば、虫などを殺すように殺しつ、少し宜しと思う罪には手足を切る」と嘆かれている。簡単に家人を殺すのは武士ならではであっても、しかしその家人・眷属に対する生殺与奪の絶対的権力は当時では武士に限った話ではない。
それとは別に、互いに独立して家を構える武士同士の場合は、上下関係はあっても、「同盟」に近いものがある。いわば、主人の会社の終身雇用の社員ではなくて、契約に基づく協力会社、下請け企業である。あるいは共同組合のような場合すらあった。下請け企業が複数の元請け企業に仕事をもらうのは当たり前であり、当時の武士団の上下関係もまたそのようなものであった。
この2つを「家人」・「家礼（けらい）」と区別する。用語自体が確定していた訳ではないが、例えばこのような例がある。
要するに、平家を見限った甲斐源氏の加々美長清が、老母の病を口実に東国へ帰ろうと考え、それを平知盛（平清盛の四男）に申し出たところ許しては貰えなかったが、高橋判官平盛綱はその真意に気づきながらも、「家人のように抑留すべきでない」と平知盛に口添えをしてくれて、やっと知盛の許しを得たという話。もちろん加々美長清は富士川の戦いで、頼朝のもとに馳せ参じる。
当時、複数の主人に名簿（みょうぶ）を差し出して臣従することも、「兵」の世界だけでなく、貴族社会一般のごく普通のことであった。これも下請企業と考えればそう不自然なことではない。臣従はこの時代には極めてルーズな関係であった。名簿（みょうぶ）を差し出すことによって得られる対価が何であるかによってもその結合度が変化するのは当然である。単に儀礼的なことだって場合によってはあった。
平安時代も末期とならない限り武士の世界において領地を与える（新恩給与）、あるいは領地の所有権を保証（本領安堵）するなどはありうべくもない。例えば源頼信はおろか、源頼光でさえそれを出来る立場にはない。これは源義家とて同じである。領地の安堵の手段はその地の郡司、郷司、国衙の在庁官人となるか、あるいは権門に荘園として寄進するかである。それとて先に見たとおり確実ではないが。

### 「血縁」による「武士団」の結合
平安時代末期、それこそ12世紀中頃の武士団の結合はどうだったのかというと、一番強い結束力はやはり「血縁」だったようである。
しかし、ここでも近世における「家」からの先入観は一旦捨て去った上で、「血縁」を考える必要がある。平安時代中期までは現在想像されるような「家」という概念はあまり無かった。これは天皇家から貴族社会に至るまでそうだった。そこでの「血縁」は、「家」ではなく、妻と夫、婿・嫁と姑、甥と叔、親と子・孫々という血縁であって、よく「イエ」と「ミウチ」という言い方をされる。摂関時代は「ミウチ」の世界であり、それ故に摂関家自体、天皇の「ミウチ」になった者が摂関となるのであり、嫡男などという概念は無い。例えば摂関家の礎を築いたといわれる藤原基経から、最盛期の藤原道長までの間を見るとそのことが良く解る。
「イエ」の概念が生まれるのは、白河法皇の院政時代から徐々にである。「武士団」の時代は、主にその院政時代以降であり、その意味では「イエ」による結合、継承は徐々に強まってはいたが、しかし後の世の「嫡流」、「本家」というような「父系家族制度」の概念に捕らわれ過ぎるとこの時代を見誤る。
親子の関係なら、子は親に絶対服従だが、兄弟となると互いにライバルな要素が強くなる。実は「父系家族制度」と「母系家族制度」が混在していたのが平安時代と考えておいた方が良いと思う。良い例は有名な平将門の乱である。そもそもの発端は、平将門の叔父達の「婿入り先」であって、それによって平将門の叔父達は関東、特に常陸国、上総国、下総国、武蔵国などに地盤を築いたと見られ、その「婿入り先」同士の利害対立が、平将門と叔父、従兄弟同士の抗争に結びついていった形跡がある。
12世紀に入ると「父系家族」の色彩は強くなるが、「子は親に絶対服従」に近いものがあると同時に、それ以前と同様に婚姻による義父と婿もまた強い絆とみなされている。それは家と家との政略結婚というよりは個人的であり、配偶者の父、祖父はじぶんの父、祖父にも準ずる、義理の兄弟は兄弟に準ずるという範囲で理解していれば大きくは違わない。その意味では摂関時代の「ミウチ」の世界が、まだ一部には残っていたという見方も出来る。
物語ではあるが、『曽我物語』（真字本：まなぼん）に見る頼朝挙兵前の開発領主の姻戚関係を見ると、大庭御厨の濫妨から、石橋山の合戦までの相模近辺の武士団の関係、勢力範囲がよく表されている。関東の開発領主の連合は、婚姻関係によって維持されていた形跡が極めて強い。三浦氏の頼朝挙兵から宝治合戦での滅亡までの間の外戚についても、戦国大名の政略結婚とはまた違った、婚姻関係による共同行動、運命共同体がよく見てとれる。

### 分割相続と惣領制

#### 職と嫡流
嫡流は「イエ」の財産が領地として固定化され、それを継承するところから始まる。平安時代後期からは、地方においては例えば荘園の下司、郡司や、郷司の職がその所領領有の根拠であり、その職を引き継ぐことによって嫡流が形成される。しかし、それ以外の財産については諸子に分割するのが平安時代からの習わしであり、それは鎌倉時代まで引き継がれた。また、平安時代末期はまだ開発の時代であり、兄弟がそれぞれの地で開拓を進め、国衙領において新たに名（みょう）を形つくる場合には、国衙との関係においては対等になる。

#### 惣領制
鎌倉時代において、幕府は惣領制を御家人支配の基盤とした。中小の御家人は多くの場合その一族の惣領である。大名といわれるような一族では一族のそれぞれが御家人であるが。惣領は幕府はその惣領と御恩・奉公による主従関係を結び、間接的には庶子をも支配した。分割相続とは言っても、惣領はその一族の庶子に対してある程度の支配権は持っていると見なされる。
では惣領の統制権は強かったのかと言えば、微妙である。むろん惣領の統制権はあった、しかし鎌倉時代においてさえ、それほど絶対的なものではなかったことは三浦氏の例にも見てとれる。例えば鎌倉幕府の最初の侍所別当となった和田義盛である。義盛は三浦氏の一族ではあるが惣領ではない。そして三浦氏惣領の統制権の元に服従していたかと言えばそうでもない。その和田合戦において、三浦氏の惣領三浦義村は和田義盛に同心すると見せかけ、起請文まで書いたが、実際に乱が始まると、北条義時の側に立った。その三浦氏が、1247年（宝治元年）の宝治合戦で、安達氏・北条氏に滅亡させられたとき、一族の佐原盛時は北条氏について、後に三浦氏の惣領となった。
惣領制は分割相続を前提としていて、他氏に対する族的結合のもっともはっきりとしたものでもある。その後の家長制とはいささか趣きが異なるが、武士団としての結集はその一族が惣領を盟主として結集するに近いものがある。その惣領制、分割相続制が、嫡男による単独相続に変化するのは主に鎌倉時代末期から南北朝時代である。

#### 家督制：嫡男による単独相続
そのもっとも早い例は、1234年（天福2年）に常陸大掾氏の一族・烟田（かまた）秀幹が、その相伝の所領4ヶ村を、嫡子朝秀への継がせた譲状である。 これは代々分割相続によって細分化されていった御家人の所領が行き着くところまでいったということでもある。烟田氏の例は、確かに時期は早いが、烟田氏自体が、常陸大掾氏からの分流である鹿島氏の庶流であり、その所領は僅かに4ヶ村であったことにも見てとれる。
嫡男による単独相続はその後江戸時代に続く一般的な「家督」、つまり「家」のイメージである。
それでも惣領制は鎌倉時代にはともかくも維持されていたが、鎌倉幕府という重しが消滅し、建武政権が南北に分列し、更に天下三分の形勢となるに及んで、嫡子、庶子の分裂も見られるようになり、更には勝った側についた庶子・庶家が嫡流の宗家を凌駕する事態も訪れる。

### 党的武士団
惣領制における武士団の結合も、決して絶対君主的な統制があった訳ではないが、更にゆるやかな団結と言えば、「党」と呼ばれる武士団もある。例えば鎌倉党、武蔵七党、信濃の諏訪神党、摂津の渡辺党、出雲尼子氏の新宮党、九州の松浦党、また、紀州の湯浅党などが知られる。
それらはある程度は一族の族的結合でもありながら、しかし一定の地域、経済単位に基づく協同組合、あるいは同盟に似た性格のものが多い。武蔵七党は完全に地域連合のと見なしてもよいだろう。但し、中央貴族が武蔵国小野牧の別当に任命されたのを契機に、10世紀半ば頃から武蔵に土着して姓を換え武士化していったものもある（小野姓横山氏など）。こうした諸氏は、和田氏と横山氏のように他の御家人と姻戚関係を持ち、勢力を拡大していった。
豊田武は「党の共通の性格」を以下の4点にまとめている。
- いずれにしてもそれが武士の族的結合のひとつのあらわれである。
- 比較的小地域を中心に結合している。
- はじめは同族を中心に形成されていたが、異姓がしだいに加わり、南北朝時代には一族一揆という地域連合になってゆく。その場合でも、同族的な意識が党としての結合の基礎をなした。
- 党の構成員は、比較的対等な関係であり、惣領がその党を代表する立場にはあったが、その統制力はそれほど強力ではない。

「党」とは呼ばれないまとまりのある「武士団」においても、そうした性格の一部はある程度は共通している。

### 一揆
「一揆」というと、誰もが思い出すのは「百姓一揆」であり、武士の一揆などほとんどの人は知らない。しかし「一揆」とは、「同一行動をとること」あるいはそれを誓約することである。有名なのは南北朝時代の武蔵国での「白旗一揆」、同じく「武蔵平一揆」、そして『太平記』に出てくる美濃の「桔梗一揆」などである。
これらは分轄相続によって、個々には弱小化してしまった小領主たる武士達が、他の勢力に飲み込まれないために、協力してまとまった勢力をつくりあげ、ひとつの武士団として戦に参加し、恩賞を得ようというものであり、「白旗一揆」や「桔梗一揆」はその旗印を名前とした。
また、備後国の山内首藤氏は、南北朝時代の1351年（貞和7年）に、分轄相続によって結束力の薄れた一族11人が、一致団結して足利冬直につくことを誓約した文章が残っている。
倭寇としても有名な九州北部の松浦党は、外部からは「党」と見られるが、その実ほとんど組織的な共同行動はとらず、南北朝時代に九州探題であった今川了俊の働きかけによって最初の下松浦党の一揆団結が行われるが、1384年（永徳4年）の一揆誓約書の署名の順番はクジ引によって決たという。
それより前の1346年（貞和2年）にも、上松浦の何人かの武士が、度々足利方について戦った恩賞として、肥前国河副庄の配分をうけたことがある。そのときも彼らはクジ引で河副庄配分の場所を決めている。要するに内部での調整は不可能、クジ引で決めるしかなかったということである。尚、「党」と「一揆」にはっきりとした線引きがある訳ではない。

## 武士団の蔓延

### 院政期以前
安田元久などの旧来の学説では、源義家の後三年の役の頃から、「武士の棟梁」たる源氏と、在地武士団との主従関係が生まれ始めたとするが、『奥州後三年記』に見える義家の郎党の主力は京武者コネクションである。相模国の武士の代表として見られていた鎌倉権五郎景正（景政）、三浦の平太郎為次にしても、おそらくは親の代からの京武者コネクションによる参加と見てもおかしくはない。
11世紀-12世紀の間に、開発領主として発展していったことが豊富な資料で裏付けられる安芸国高田郡の藤原氏、但馬国温泉郷（ゆのごう）の平氏、伊賀国名張郡の丈部（はせつかべ）氏、下総国相馬御厨の千葉氏、その他の例をみても、彼らが当時の「武士の棟梁」と言われた軍事貴族と人格的な主従関係をもっていたと証明することは非常に困難とされる。
その主従関係は、後の時代の『吾妻鏡』や、御家人の伝承の中にしか見いだすことが出来ない。千葉氏や、権五郎景正の子孫、ないしは一族とされる大庭氏などにおいては、『吾妻鏡』にある「相伝の家人」が、事実と相違することは既に見てきた通りである。
後に「武士」として登場する、関東の開発領主達の11世紀末までの状況がどうだったかといえば、当時はその所領支配は、郡司、郷司などの公的な諸職を媒介として、開墾を行い、村落を形成することを課題としはじめた頃であり、領地支配、あるいはその拡大において、隣接する開発領主との抗争が日常化するほどの飽和点にはまだ至ってはいない。
11世後半に相模国において武力衝突のあったことを示す記録はある。しかし彼らは依然として「武芸をもって業とする」特種な存在であったといえる。その特種な存在であった千葉氏や、鎌倉権五郎景正の一族ら、辺境軍事貴族の子孫達が絡む、例えば大庭御厨の事件にしても、武士同士の戦乱とはほど遠い小競り合いにすぎない。
とはいえ、『後二条師通記』1099年（康和元年）5月3日条に、白河院より「諸国に兵仗多く満つ、宣旨を下され制止を加ふべし」との指示が記されている。この「諸国」は近畿でのことと思われるが、世相として自力救済的な様相を帯び始めたということは当時頻発した強訴の中にも見てとれるかもしれない。

### 源平の争乱
後の世の粉飾が入らない資料の中で、農村での武士団の社会密度の変化がうかがえるもとして、『信貴山縁起絵巻』（しぎさんえんぎえまき）と、『粉河寺縁起絵巻』がある。
前者は12世紀前半の鳥羽上皇院政前期、後者は12世紀後半の後白河院政の頃の作品とも言われる。それらの絵巻には、信貴山は大和国、粉河寺は紀伊国、と畿内でも隣接した地方の長者の家が描かれているが、前者には警護の武者も、門の前の空堀も、門の上の櫓も無いのに対し、後者ではそれらが描かれている。義江彰夫は同じ12世紀ながら、その初期と後期との間に地方の長者、すなわち開発領主の武装（武士団化）が進んだとしている。
『粉河寺縁起絵巻』は後白河法皇のプロデュースとも言われるが、はっきりはぜず、その成立時期は、12世紀後半から13世紀初頭までと諸説ある。仮に後白河法皇の承安版『後三年絵』と同時期の1171年（承安元年）前後としても、『信貴山縁起絵巻』から、『愚菅抄』において慈円が「日本国の乱逆と云ふことはをこりて後、むさ（武者）の世になりける也」と書いた「保元の乱」、「平治の乱」を挿んで、更にその10年近く後ということになる。確かにこの間にも、在地社会での大きな変動があった。
また仮にもっとも遅い13世紀説が正しいとすれば、当然源平の争乱の後ということになる。その何十年かの間に、畿内の領主の一般像が、武装せぬ存在から、武士と武具を常備し、屋敷の守りも固める鎌倉時代の御家人・地頭にも似た、あるいはその御家人の姿に変貌していったことを如実に物語っている。
２つの絵巻は傍証にしか過ぎないが、武士団の蔓延はいつから、という問いに対しては、ちょうど12世紀に入ろうとする頃から、「保元の乱」、「平治の乱」を第一の節目として、更に源平の争乱においてピークに達したと見られている。二つの乱により、それまで京武者のよりどころであった摂関家家政機構の中の武力は解体し、一方の院北面は平家の一人勝ちにより機能停止する。そして平家は京の内裏警護の為に、おそらくは国衙を通じて、諸国の武士の在京勤務、大番役を始める。これは地方の領主達にとって負担も確かに大きいものの、一方で「ハレ」の場であり、中央の勢力とのコネクションを得る為にもと意気込み、それがまた「武士身分の獲得」ともなった。
そして、1180年の源頼朝の挙兵以降、平家は高倉院の命として、公卿、受領から「兵士」を徴収、更に権門の諸荘園からも「兵士」を徴収する。また、それを攻める木曾義仲軍は、由緒正しい武士ばかりか「東国武士は夫（人夫）までが弓箭にたづさいて候えば」と報告されるように、人夫までが弓箭を携えて戦闘に参加する。更に1184年に京を制圧した頼朝方も「器量に堪えたる輩」を広範に招集・動員する。開発領主が多数「武士」となったのはこの段階であろう。髙橋昌明はそれをこう評した。

### 南北朝の争乱での武士の拡大
しかし、それでも源平の争乱は僅かに5年であり、しかも東から西に漸次戦場を移していった。その次ぎの武士層の拡大は、鎌倉幕府の崩壊から南北朝の争乱であり、この段階で日本全国が長年に渡る争乱の時代へと突入する。それに比べれば治承・寿永の乱（源平合戦）などは瞬間の出来事である。武器と戦闘様式から見ても、平安時代から鎌倉時代、鎌倉幕府の滅亡までの間ではそう大きな変化は無い。近藤好和はそれが変化し始めたのは南北朝時代とする。つまり騎馬武者が弓箭でなく打物をメインの武器としても使い始めた。
また佐藤進一はその戦闘様式の変化を、槍の登場と合わせて「悪党」や「溢者」を前身とする「武士」層の末広がりとされる。南北朝時代には少なくとも旧勢力からは「悪党」と呼ばれる者の増加と参戦があり、例えば赤松則村（円心）や、楠木正成は代表的な悪党とされる。しかし問題はそれよりも、もっと下層の武士の中に、それまでは武士身分を持たなかった多数の「悪党」が加わっていったことだろう。
永原慶二によれば、武士団が成立した12世紀から南北朝時代にかけての在地領主の軍事力は、同族的なイエを単位とするものであり、数10人から200人程度の兵力が単位軍団であり、大地域の軍事的統領はこうしたイエ軍団の連合を組織した。既に触れた「白旗一揆」や「桔梗一揆」、その他の国一揆などはみなそうであるとする。

### 室町時代から戦国時代へ
しかし、15世紀-16世紀になると、その様相は変わってくる。例えば「城郭」は、それまでは「かいだてを掻き、さかもぎを引いて」と言う臨時のバリケードと矢を射かけるための櫓であり、恒常的な設備ではなかったのに対し、15世紀以降から恒常的な施設として「城」が築かれるようになる。その早い例は鳥坂城（鶏冠城）、そして常陸の真壁城である。それは平安時代から鎌倉時代のように、戦乱は限られた地方で一瞬起こるものから、全国的、かつ常態となったこと。そしてのそ戦乱の危機を領主達が、逃れられないものとして受け入れた時期とも言える。また、戦法が大きく変化して定着した。エリート騎馬武者による弓射戦など既に昔話でしかなくなっていた。
社会経済の変容も影響をもたらした。農業生産力の発達と流通の拡大によって、百姓身分の層の中からも、加地子収取権を買い取り集め、日常的営農から解放される層が広範に生まれる。その層が、地域の封建領主層に結びついて自らも小領主化して地侍となり、守護大名や国人（旧地頭層）と主従関係を持って年貢の一部免除を受けて合戦時には「寄子」クラスの軍役を務める。
戦国大名が軍事力の裾野として組織していった甲斐武田氏の「軍役衆」、伊達氏の「名懸衆」、毛利氏の「一戸衆」「一所衆」などはみなその類のものである。そして、そうした農村からの小領主層の成長と、その大名・国人との結合が、それまで弱体化されつもかろうじて残っていた荘園制にとどめを刺したといわれる。
「武士団」を単なる一般用語としてではなく、「武士」とは別の歴史用語としてあつかうならば、その範囲は11世紀後半から15-16世紀までの、イエ軍団をその類型として、それが戦国時代の、農村から生まれた「寄子」衆に置き換えられていったとも整理することが出来よう。